# Ungarns kamp for frihed
|  | Denne artikel er oprettet af botten Steenthbot ud fra en ekstern database. Den kan derfor have sproglige fejl eller mangler. Denne skabelon kan fjernes efter kontrol af indholdet. |

Ungarns kamp for frihed er en dansk dokumentarfilm fra 1957.